# Pilar Tosat
Maria del Pilar Tosat Martí (Barcelona, 21 de marzo de 1931) es una esgrimista española.

## Trayectoria
Fue una tiradora especializada en florete individual que concurrió en diferentes competiciones internacionales. Miembro del club de esgrima Centro Cultural de los Ejércitos y de la Armada de Barcelona, en 1956 se proclamó campeona de España y de Cataluña individual.
Con la selección catalana en 1954, consiguió la Copa del Generalísimo, y participó en varias competiciones internacionales. Junto con Carmen Vall fue la primera tiradora catalana que participó en unos Juegos Olímpicos. Compitió en la categoría de florete individual femenino en los Juegos Olímpicos de Roma 1960.

## Reconocimientos
En 2007 el Consejo Superior de Deportes le concedió la medalla de bronce de la Real Orden del Mérito Deportivo.